# Золоті ворота (мозаїка)
Моза́їки «Золоти́х ворі́т» («Ки́ївська Русь») — мозаїчна композиція в інтер'єрах станції метро «Золоті ворота».
Станція має статус «щойно виявленого об'єкту культурної спадщини», пам'ятки архітектури, містобудування й монументального мистецтва.

## Історія
Переможцем конкурсу з проєктування станції «Золоті ворота» стала московська проєктна організація «Метродіпротранс». Передбачалося створити типову для тих років станцію: класичну конструкцію з масивними пілонами. Будівництво станції розпочалося 1982 року. Пуск планувався на 1986 рік, але через складність робіт і фінансові проблеми постійно відкладався.
1989 року головний архітектор Києва Микола Жаріков перевірив хід будівельних робіт і залишився вкрай незадоволений затвердженим проєктом. На його думку, проєкт не розкривав історичної значущості Ярославова града, місця, де будувалась станція. За розпорядженням Жарікова, оздоблювальні роботи негайно припинилися. Підготовку проєкту доручили київським архітекторам Вадимові й Борисові Жежеріним. Спочатку передбачалося оздобити інтер'єри виключно давньоруськими орнаментами, оскільки офіційна ідеологія тоді не дозволяла зображення святих, князів і церков.
Під час обговорення історики й архітектори категорично виступили проти запропонованої концепції. Але головний архітектор Києва Микола Жаріков і перший заступник голови виконавчого комітету Київської міської ради народних депутатів Микола Лаврухін схвалили проєкт. Невдоволені таким рішенням художники погрожували Вадиму Жежеріну скрізь блокувати його діяльність.
Вадим Жежерін запросив свого товариша Григорія Кореня, який вже мав досвід роботи з давньоруською тематикою. 1982 року художник з нагоди 1500-річчя Києва оформив кінотеатр «Київська Русь» панно «Засновники Києва». Корінь запропонував залучити також Володимира Федька. Утрьох вони розробили концепцію нової станції. Відразу стало ясно, що одних орнаментів на станції буде недостатньо. Тоді ж народилася ідея створити образи історичних персонажів домонгольської доби. Григорій Корінь підготував ескізи мозаїчних композицій у торцях станції й у великих арках, а Володимир Федько — в малих арках.
На станції серед бруду неможливо було збирати мозаїку. Тому художники працювали в будиночку в подвір'ї Київпроєкту. Мозаїку викладали в спеціальних металевих формах, які монтували на станції. Вадим Жежерін періодично доповідав Миколі Жарікову про хід робіт і приносив ескізи лише орнаментів. Інші зображення нікому не показували, бо був ризик, що влада заборонить, оскільки князі і храми не вписувались у панівні ідеологічні рамки. Однак у той час тотальний контроль з боку партійного керівництва поступово слабшав і художникам вдалось реалізувати свої задуми.
Напередодні відкриття художники зняли папір із мозаїки. Якраз у цей час на станції з'явилася делегація на чолі з Миколою Лаврухіним. Побачивши мозаїки із зображенням давньоруських князів і храмів, начальство залишилося у захваті.
31 грудня 1989 року відбулося урочисте відкриття «Золотих воріт». За спогадами Вадима Жежеріна, після мітингу перші пасажири, оглянувши станцію, раптом заспівали українські народні пісні.
1991 року постановою Кабінету Міністрів України автори станції київського метро «Золоті ворота» відзначені Державною премією України.
1994 року композиція отримала статус пам'ятки архітектури, містобудування й монументального мистецтва.
У 2011 році туристичне видання BootsnAll назвало станцію однією з 15 найкращих у світі під номером 11.
У січні 2013 року за версією газети «The Daily Telegraph» станція ввійшла до списку 22 найгарніших станцій Європи.

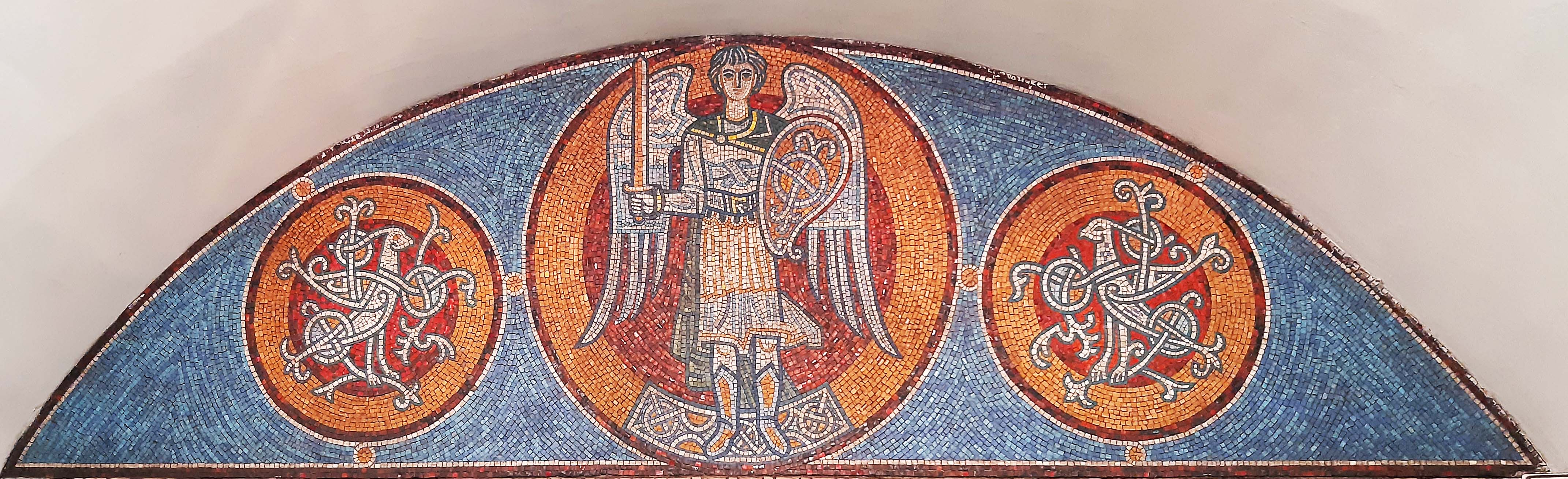
Панно «Архангел Михаїл»

## Опис

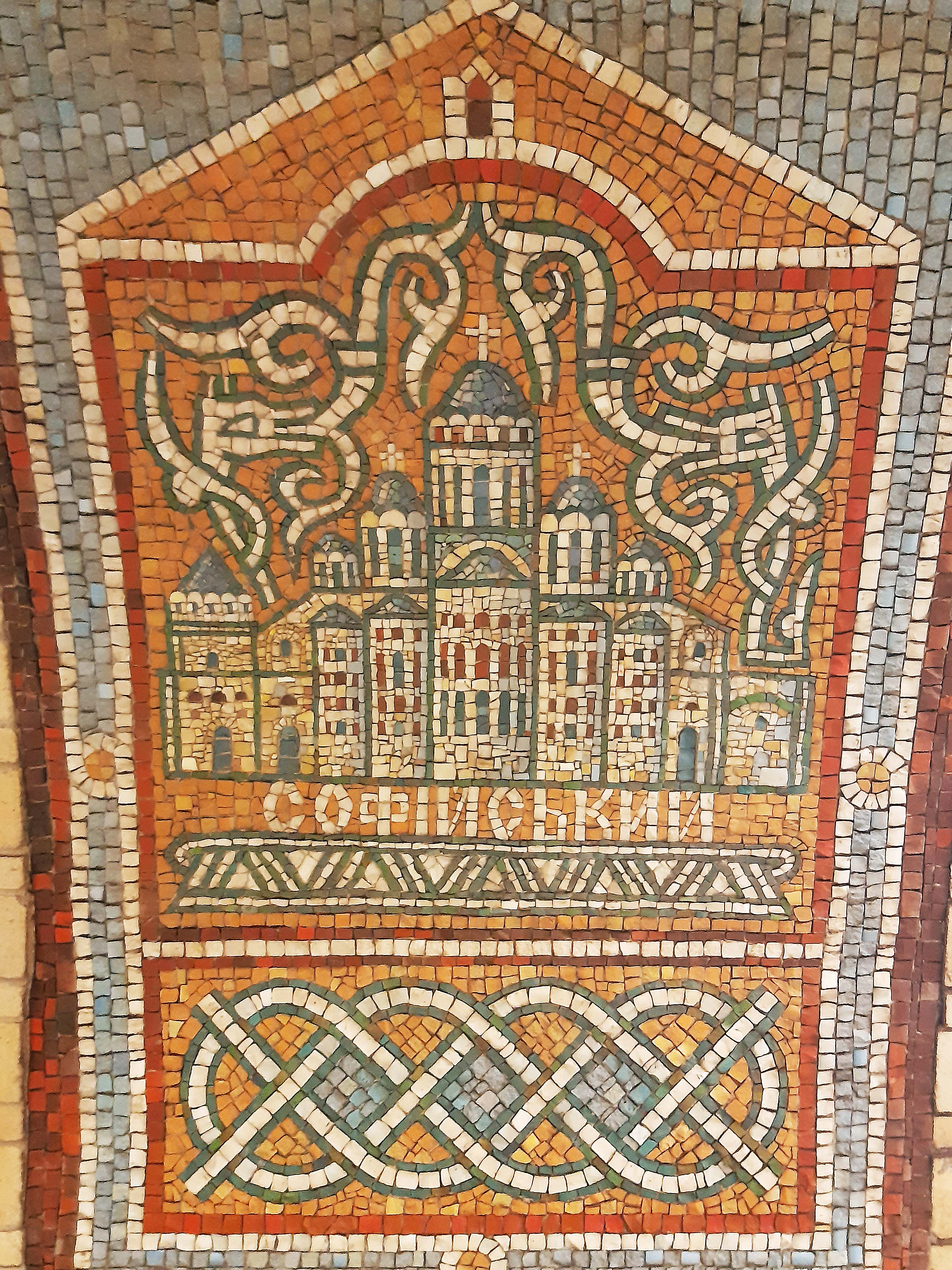
Софійський (собор)

На кожну мозаїку використано близько 3 тис. елементів

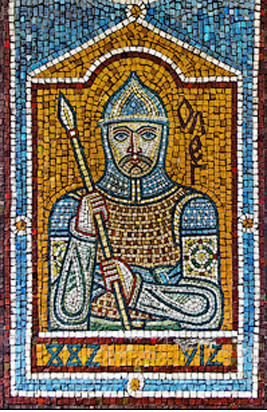
Олег Віщий

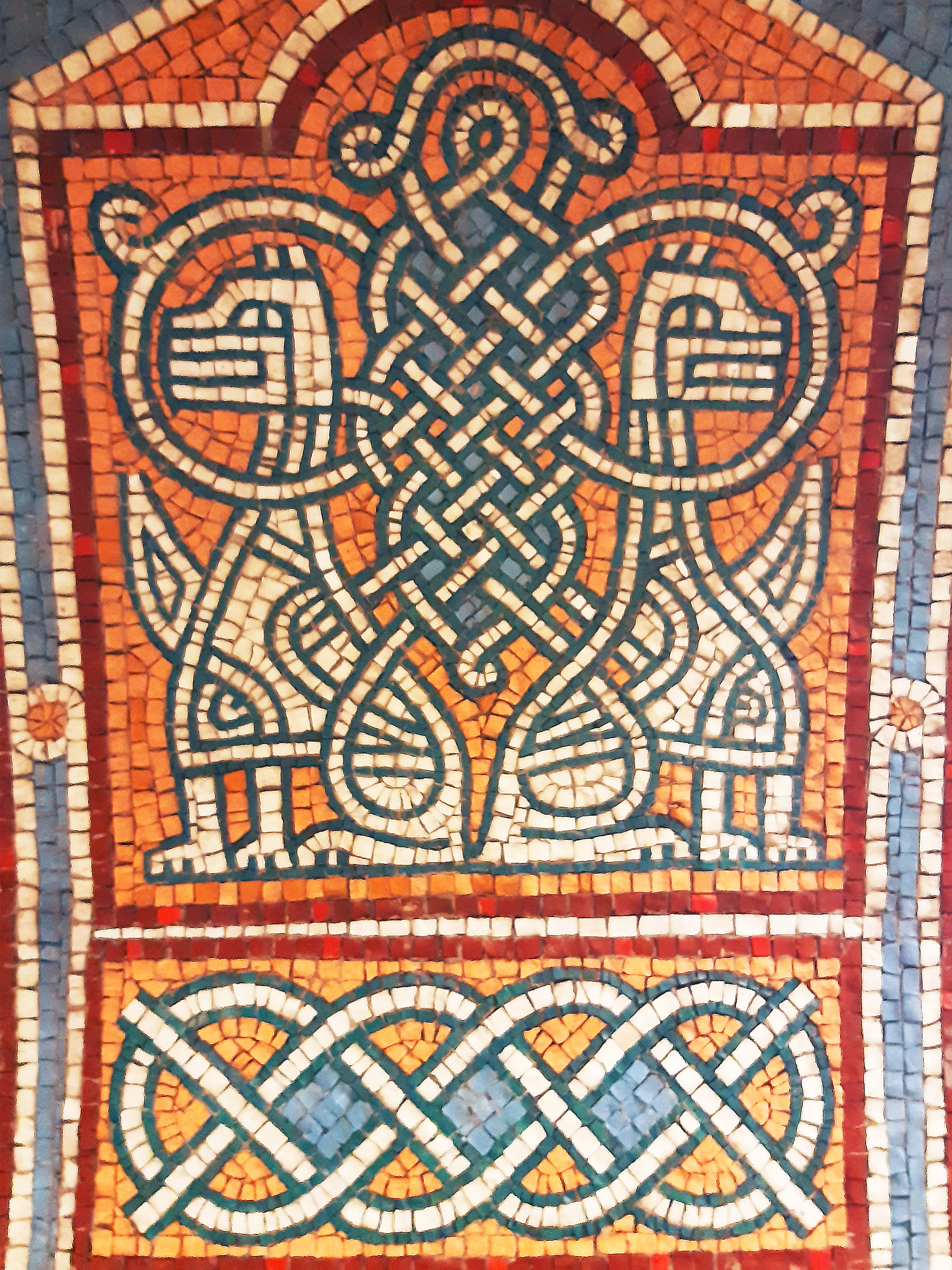
Симаргли

Архітектура станції — алюзія на храмове зодчество Київської Русі.
Замість пілонів використано невисокі циліндричні потужні колони, облицьовані білим мармуром.
Білу стелю центрального залу прокреслюють мозаїчні смуги зі смальти, виділені цегляними розшивками.
У торцях станції з боку платформи і з боку ескалаторів розміщені чотири великі мозаїчні панно Григорія Кореня. З боку виходу в місто зображений Архангел Михаїл, з протилежного — Георгій Змієборець.
Склепіння проходів на платформи мають цегляну окантовку. Усередині арок розміщено 38 подвійних мозаїк, що зображують давньокиївських правителів, різних діячів і храми Київської Русі, складні орнаменти, а також 32 симарглів (автор В. Федько). Жодна зі смальтових мозаїк не повторюється.
На кожний мозаїчний портрет було використано близько 3 тис. елементів, а загалом — не менше пів мільйона.

## Розташування зображень
Порядок розташування зображень, якщо рухатися з боку входу з міста за годинниковою стрілкою у напрямку переходу до станції «Театральна» і назад:

### По лівій стороні
- Кий V ст. і Либідь V ст.
- Хорив V ст. і Щек V ст.
- Аскольд IX ст. і Дір IX ст.
- Олег 882—912 й Ігор Рюрикович 912—945
- Успенський (собор) і (церква) Богородиці Пирогощі
- Ольга 945—957 і Святослав Ігорович 957—969
- Іринінська церква і Михайлівський (собор)
- Володимир Святославич 978—1015 і Нестор Літописець XII ст.
- Ярослав Володимирович 1015—1045 й Анна Ярославна XI ст.
- Антоній XI ст. і Феодосій XI ст.
- Агапіт XI ст. й Аліпій XI ст.
- 16 симарглів (1, 3, 5, 7, 13, 15, 17, 19 арки)

### По правій стороні
- Сильвестр кін. XI ст. — поч. XII ст. й Іларіон XII ст.
- Ізяслав Ярославич 1054—1078 і Всеволод Ярославич 1078—1093
- Святополк Ізяславич 1093—1113 і Володимир Всеволодович 1113—1125
- Петро Милоніг XII ст. і Мстислав Володимирович 1125—1132
- Десятинна (церква) і Софійський (собор)
- Ярополк Володимирович 1132—1139 і Всеволод Ольгович 1139—1146
- (церква) Спаса на Берестові і Кирилівська (церква)
- Ізяслав Мстиславич 1146—1154 і Ростислав Мстиславич 1154—1167
- Роман Ростиславич 1171—1176 і Святослав Всеволодович 1173—1194
- Рюрик Ростиславич 1173—1210 і Мстислав Старий 1212—1223
- Володимир Рюрикович 1223—1238 і Данило Романович 1239—1240
- 16 симарглів (1, 3, 5, 7, 13, 15, 17, 19 арки)

## Напис «Слава Україні»
Робітники, які працювали в проміжному вестибюлі, на фризі просто над виходом до ескалатора виклали напис «Слава Україні!». Хоча радянський режим і доживав останні дні, КДБ СРСР ще існував, а це гасло вважалось антирадянським, а отже, незаконним. Із часом літери потьмяніли і знизу стали непомітними. Але архітектор Вадим Жежерін підтвердив такий факт.